# Alceu Amoroso Lima
Alceu Amoroso Lima (ur. 11 grudnia 1893 w Rio de Janeiro, zm. 14 sierpnia 1983 w Petrópolis) – brazylijski pisarz, eseista, krytyk literacki, nauczyciel, myśliciel i przywódca katolicki. Publikował pod pseudonimem Tristão de Ataíde, przyjętym w roku 1919.
Urodził się w 1893 roku w Rio de Janeiro jako syn Manuela José Amoroso Limy i Camili da Silva Amoroso Lima. W roku 1928 przeszedł na katolicyzm i został przywódcą brazylijskiej Akcji Katolickiej. Pomimo swojej początkowej sympatii do integralizmu stał się przeciwnikiem autorytaryzmu, faszyzmu w szczególności. Był zagorzałym zwolennikiem wolności prasy w czasie dyktatury Getúlio Vargasa.

## Twórczość
- Estudos — Segunda série (1927)
- Política (1932)
- Idade, sexo e tempo (1938)
- Elementos de ação católica (1938)
- Mitos de nosso tempo (1943)
- O problema do trabalho (1946)
- Meditações sobre o mundo interior (1953)
- O existencialismo e outros mitos de nosso tempo (1951)
- O gigantismo econômico (1962)
- O humanismo ameaçado (1965)
- Os direitos do homem e o homem sem direitos (1975)
- Revolução Suicida (1977)
- Tudo é mistério (1983)